# Державна марка

Державна марка Ганзейських Вільних міст Любека, Гамбурга, Вісмара та Люнебурга, 1549 року

Державна марка (нім. Staatsmark) — загальна назва срібних монет Любека, Гамбурга, Вісмара та Люнебурга, яка була прийнята за рішенням союзу Вільних Ганзейських міст від 29 грудня 1502 року. У 1566 році державну марку закріпили більш вагомою валютою союзу — талером.

## Історія
29 грудня 1506 року Союзом Вільних Ганзейських міст Любеком, Гамбургом, Люнебургом та Вісмаром, було прийнято рішення про виготовлення спільних монет для всіх земель союзу з однаковим вмістом металу.
З 1 еталонної марки виготовляли 12–13 державних марок (11¾ та 12¼ лоти ваги в 1 марці). 13 марок = 1 талеру. З 1515 року 14 державних марок складали 2 унції срібла, а з 1 еталонної марки стали виготовляти 11 марок. У 1524 році Карл V ухвалив рішення про створення імператорського (есслігнер (нім. нім. Esslinger)) монетарного упорядковування, згідно якого визначали вагу за кельнською маркою (233, 856 грами).
Державна марка карбувалася в трьох варіантах. Проба срібла в кожному різновиді марки була різною: 906,25, 930,5 та 1000. Вага монет на марку була від 19,7 до 19,1 грами, а в самій марці містилося від 17,6 до 18 грамів щирого срібла.
На аверсі всіх марок зображувалися три герба союзу, з яких складався трикутник. У трикутнику зображувався герб Любека. По колу карбувався надпис: Державна марка Любека (нім. Status marce lubice).
Окрім марок та талерів в обігу того періоду знаходилися віттени, плафферти та пфеніги. У 1566 році, після прийняття Аугсбургскої державної системи карбування та після формування грошової системи нижньосаксонських земель, талер став основною валютою.